# Пентекост
Пентекост (англ. Pentecost Island) — острів в архіпелазі Нові Гебриди, в Тихому океані. Є частиною Республіки Вануату. Адміністративно входить до складу провінції Пенама.

## Географія

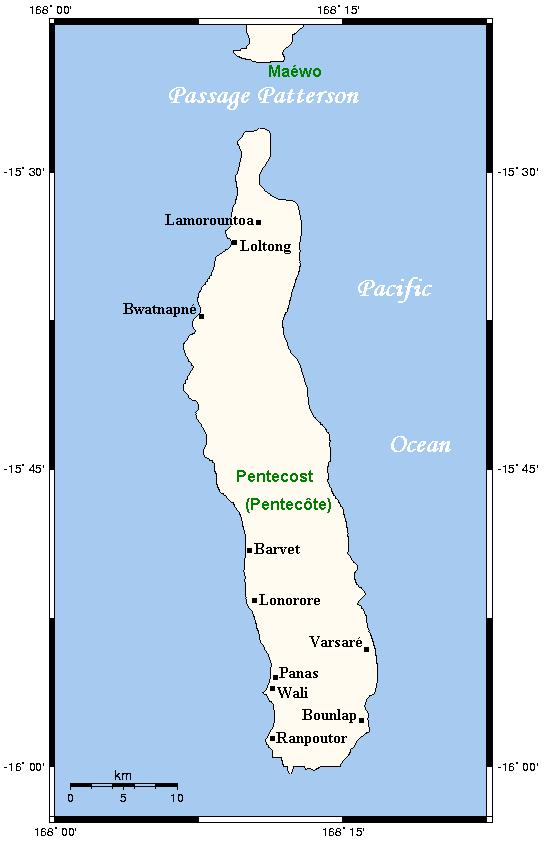
Карта острова

Острів Пентекост розташований у центральній частині архіпелагу Нові Гебриди в Тихому океані, між островом Маево на півночі, островом Амбрим на півдні, й островом Оба на північному заході. Столиця Вануату, місто Порт-Віла, розташована за 190 км на південь від острова. Найближчий материк, Австралія, розташований приблизно за 1200 км.
Як і інші острови архіпелагу, Пентекост має вулканічне походження. Площа Пентекосту становить 490,5 км². Найвища точка острова — гора Вулмат (947 м).
Пентекост — гірський острів, вкритий густою рослинністю. Довжина із півночі на південь становить близько 63 км, ширина — 12 км. Гірська мережа, що пролягає через весь острів, розділяє Пентекост на дві частини: східне узбережжя зі значною кількістю опадів та західне узбережжя з більш помірним кліматом. Прибережні рівнини, якими протікають невеликі річки, слугують ідеальним місцем для плантацій і пасовищ.
Клімат на острові вологий тропічний. Середня річна кількість опадів перевищує 3000 мм. На Пентекості часто вирують циклони та землетруси.

## Історія
Острів Пентекост було відкрито французьким мореплавцем Луї Антуаном де Бугенвілем 22 травня 1768 року. Назва, яка з англійської перекладається як «П'ятидесятниця», була надана острову англійським мандрівником Джеймсом Куком 1774 року на честь християнського свята, в день якого він пропливав повз Пентекост.
Наприкінці XIX століття на Пентекост було відряджено кількох англіканських місіонерів. На початку XX століття на острові почали свою місіонерську діяльність представники Церкви Христа.
У березні 1906 року Пентекост, як і інші острови Нових Гебрид, стали спільним володінням Франції та Британії, тобто архіпелаг набув статусу англо-французького кондомініуму.
30 червня 1980 року Нові Гебриди здобули незалежність від великої Британії та Франції, й острів Пентекост став територією Республіки Вануату.

## Населення
2009 року чисельність населення Пентекосту становила 16 843 чоловіки. Найбільші поселення Пентекосту розташовані на західному узбережжі острова, хоч частина населення проживає у внутрішніх районах. Головними поселеннями на західному березі є Лаоне (англ. Laone), Лолтонг (англ. Loltong), Бватнапне (англ. Bwatnapne), Мелсісі (англ. Melsisi), Вану (англ. Vanu), Баравет (англ. Baravet), Лонороре (англ. Lonorore), Хотвата (англ. Hotwata), Панас (англ. Panas), Валі (англ. Wali), Пангі (англ. Pangi) й Салап (англ. Salap). У багатьох поселеннях є поштові відділення й філії банків.
Східне узбережжя Пентекосту є важкодоступним місцем, тому там проживає дуже мало людей. Найбільшими поселеннями на сході є Ранвас (англ. Ranwas), Бунлап (англ. Bunlap), Ранон (англ. Ranon) і Ванрасіні (англ. Vanrasini).
Село Лаоне на півночі Пентекосту є батьківщиною Волтера Ліні, який привів Вануату до незалежності 1980 року.
Основними мовами спілкування на острові є біслама, французька й англійська, хоч також використовуються місцеві мови:
- абма (4500 носіїв 1983 року; поширено в центральній частині острова),
- са (1800 носіїв 1983 року; поширено у південній частині острова),
- секе (300 носіїв 1983 року; поширено в центральній частині острова),
- сова (20 носіїв 1971 року; поширено в центральній частині острова),
- хано (7000 носіїв 1991 року; поширено в північній частині Пентекосту й у південній частині Маево)[9].

## Місцевий уклад та економіка
На Пентекості немає крупних міст. Більша частина населення острова проживає у невеликих селах та займається сільським господарством. Основним сільськогосподарським продуктом Пентекосту є таро. Для місцевих потреб також вирощуються маніок, ямс, банани, кокосові пальми, папая, сизігіум, цитруси, цукрова тростина, какао, манго, ананаси та деякі європейські овочі. У селах розводять свиней, курей, рогату худобу. Традиційно з острова експортується копра, однак останнім часом основним експортним товаром є корінь кави.
Острів Пентекост — батьківщина екстремальних вануатських стрибків на мотузці, які виникли з місцевого ритуалу під назвою нагхол. Щороку восени чоловіки острова стрибають з високих веж, прив'язавши ноги до виноградної лози. На думку місцевих жителів, це гарантує гарний врожай ямсу. Останнім часом це і непогане джерело прибутків для острів'ян: туристи сплачують великі гроші, щоб побачити це видовище.

## Транспорт
На Пентекості є дві злітно-посадкові смуги: в Лонороре (англ. Lonorore) на південному заході острова і в Сара (англ. Sara) на півночі. Повз острів часто проходять суховантажні судна. З півночі на південний захід тягнеться ґрунтова дорога. Дорога також поєднує поселення Салап на південному сході Пентекосту й Ранвас.